# 通源路站
通源路站是南宁轨道交通4号线的地铁车站，位于中华人民共和国广西壮族自治区南宁市江南區那洪大道与国凯一支路的交叉口地下。
本站于2020年11月23日随4号线开通而投入使用，设有4个出入口和1个岛式站台。

## 设施

### 结构
本站设有2层，地面为出入口，地下一层为站厅，地下二层为4号线月台。
| 地面     | 出入口                    | 出入口                    |
| 地下一层 | 大堂                      | 客服中心、商店、自助服務  |
| 地下二层 |                           | █ 4号线列車往洪运路站方向 |
| 地下二层 | 島式月台                  |                           |
| 地下二层 | █ 4号线列車往楞塘村站方向 |                           |

### 出入口
本站形似狹長的方形，設有4個出入口。
| 出口編號            | 建議前往的目的地                    |
| ------------------- | ----------------------------------- |
| A出入口             | 那洪大道 洞岭路 迎凯路 通源路       |
| B出入口             | 那洪大道 友谊路 国凯大道 国凯一支路 |
| C出入口             | 那洪大道 国凯大道 国凯二支路        |
| D出入口             | 那洪大道 迎凯路 通源路 鹏展路       |
| 注： 設有无障碍电梯 |                                     |